# UTC+13:45

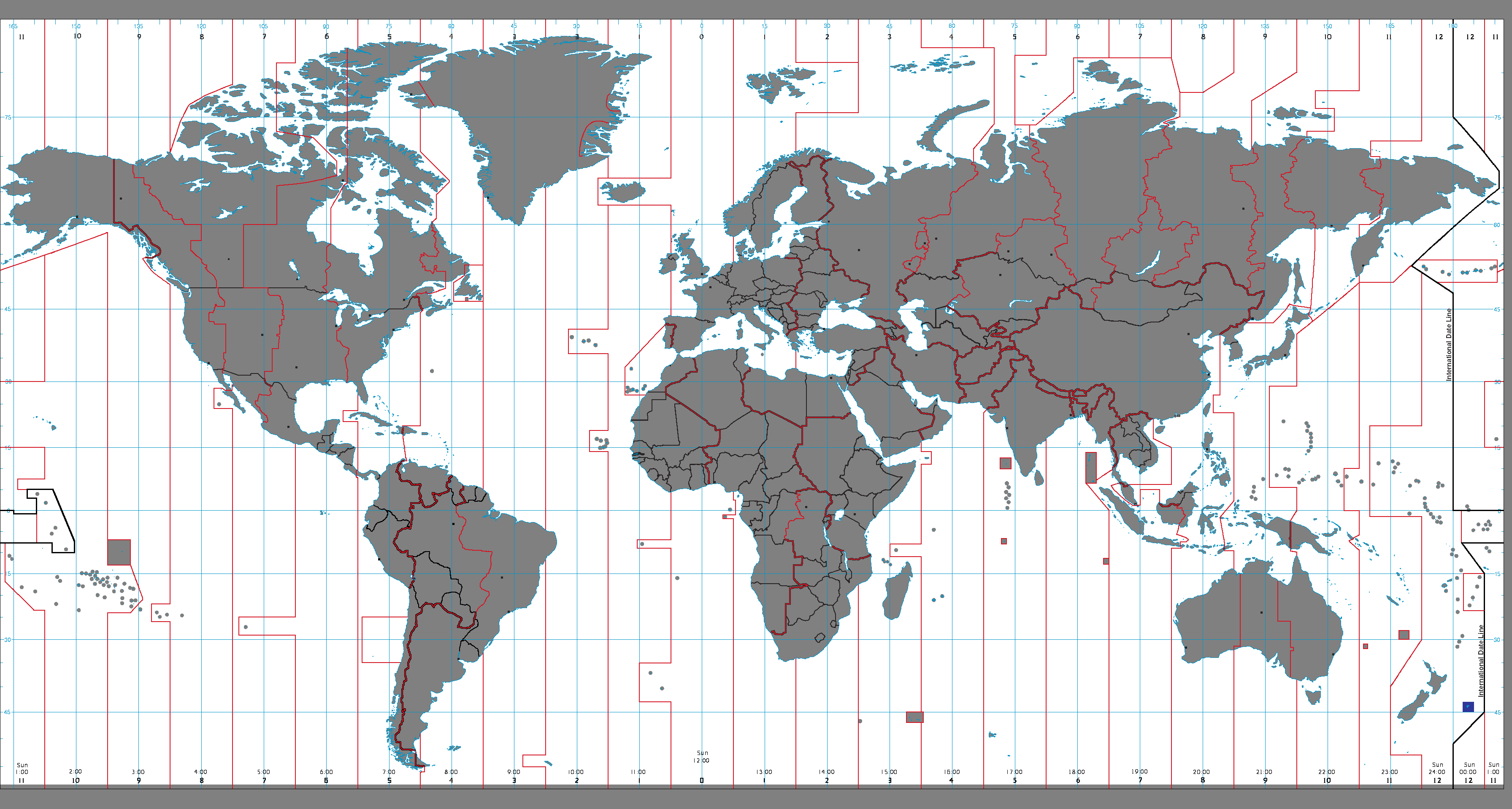
oblast, kde čas UTC+13:45 platí sezónně v letním období
území, kde čas UTC+13:45 neplatí
mořské plochy nespadající do pásma UTC+13:45
Poznámka: Stav k roku 2008

UTC+13:45 je zkratka a identifikátor časového posunu o plus 13¾ hodiny oproti koordinovanému světovému času. Tato zkratka je všeobecně užívána.
Zkratka se často chápe ve významu časového pásma s tímto časovým posunem. Tento čas je neobvyklý a jeho řídícím poledníkem je 153°45′ západní délky; pásmo by teoreticky mělo rozsah mezi 146°15′ a 161°15′ západní délky.

## Jiná pojmenování
| zkratka | česky | anglicky                     | poznámka | odkaz |
| CHADT   | -     | Chatham Island Daylight Time |          | [ 3 ] |

## Úředně stanovený čas
Čas UTC+13:45 je používán na následujících územích.

### Sezónně platný čas
- Chathamské ostrovy (Nový Zéland) — letní čas posunutý o jednu hodinu proti standardnímu času[p 6][p 7] platný na tomto souostroví

## Historie
Nový Zéland byl první zemí, kde se zavedl pásmový čas. Z obav, aby se příliš nelišil od slunečního času, byl v roce 1868 stanoven k východní délce 172°30′, tedy posunut oproti Greenwichskému střednímu času (GMT) o 11½ hodiny. Ze stejné zásady se vycházelo i pro ostatní území v novozélandské správě a čas na Chathamských ostrovech byl stanoven na GMT+12¼, což oproti hlavním ostrovům představovalo posun o ¾ hodny. Současný stav upravuje zákon 39 z roku 1974 (Time Act) a zachovává 45.minutový posun oproti času na hlavních ostrovech včetně letního času (UTC+13:00).